# Modena Football Club 2018
Modena Football Club 2018 abreviada como Modena FC 2018 ou simplesmente Modena  é um clube de futebol italiano, fundado em 1912, extinto em 06 de novembro de 2017, e refundado em 2018.
A equipe teve 28 participações na primeira divisão italiana, onde obteve melhor resultado um terceiro lugar no ano de 1946-47. Além dos títulos nacionais que venceu nas ligas menores, o clube no campo internacional tem duas conquistas da Copa Anglo-Italiana, uma competição em que a equipe de Modena detém o recorde de sucesso. Seus jogadores eram apelidados de "Canarinhos" por causa das cores do uniforme do clube, uma camisa amarela com shorts azuis, similar ao uniforme da Seleção Brasileira, conhecida como a "Seleção Canarinha". Desde a sua fundação o Modena manda seus jogos no Estádio Alberto Braglia.

## Títulos
| Nacionais      | Nacionais                                | Nacionais | Nacionais         |
|                | Competição                               | Títulos   | Temporadas        |
| -------------- | ---------------------------------------- | --------- | ----------------- |
|                | Campeonato Italiano de Futebol - Série B | 2         | 1937-38 e 1942-43 |
| Itália         | Supercoppa de Lega Serie C1              | 1         | 2001              |
| Internacionais |                                          |           |                   |
|                | Competição                               | Títulos   | Temporadas        |
|                | Copa Anglo-Italiana                      | 2         | 1981 e 1982       |

## Recordes individuais
Os artilheiros de todos os tempos na história do Modena são Renato Brighenti e Alfredo Mazzoni empatados com 91 gols. No entanto, seria para o primeiro somente Brighenti graças a uma melhor média de pontuação. O atacante Renato Brighenti jogou no Modena em três diferentes períodos: 1940-1942, 1945-1947 e, finalmente, de 1949 a 1954. O meia-esquerda Alfredo Mazzoni jogou na equipe "gialloblu" em três períodos diferentes: Após ser promovido da equipe reserva em 1924, ele ficou em Modena por sete anos até 1931, apenas para voltar para a temporada de 1935-36 e novamente oito anos depois no campeonato da guerra, em 1944, no papel de jogador-treinador.
O maior artilheiro em uma única temporada foi o atacante Remo Galli e na temporada 1933-34, ele marcou 32 gols e garantiu o título de artilheiro da Serie B daquele ano.
O detentor do recorde de presença com a camisa do Modena é do zagueiro Renato Braglia. Nativo de Bomporto na província de Modena, durante sua carreira ele defendeu os "gialloblu" por 17 temporadas consecutivas somando 518 jogos em partidas oficiais entre 1939 e 1957.

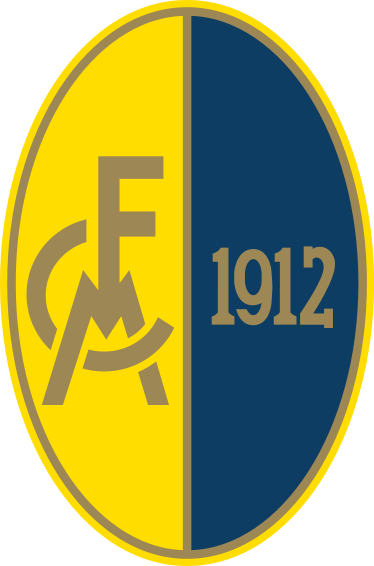
Escudo antigo